# 구스타부 지아네치
구스타부 지아네치(Gustavo Gianetti, 1979년 5월 21일 ~ )는 브라질의 남자 모델이다. 2003년에 열린 미스터 월드에서 우승을 했다.